# Blåa riksdagsgruppen
Blåa riksdagsgruppen (finska: Sininen eduskuntaryhmä), var en riksdagsgrupp inom Finlands riksdag. Gruppen kom till den 13 juni 2017 under namnet Nytt alternativ sedan flera sannfinländska riksdagsmän valt att lämna sin tidigare grupp efter en partikongress där ledningen till stora delar bytts ut. Till utbrytargruppen hörde alla partiets ministrar, inklusive den tidigare partiordföranden Timo Soini. Gruppordförande var Simon Elo. 20 riksdagsledamöter fanns med när gruppen bildades och 17 fanns kvar vid tidpunkten av riksdagsvalet i Finland 2019.
Kring utbrytarna bildades en förening, Blå framtid (finska: Sininen tulevaisuus), som registrerade sig som parti. Hösten 2017 hade man samlat in den mängd anhängarkort som registreringen kräver. Partiordförande blev Sampo Terho, som var Sannfinländarnas tidigare lednings favorit till partiledarposten.
Av de ursprungliga avhopparna återvände Kike Elomaa till Sannfinländarna redan i juni 2017. Hon meddelade att hon inte hade hunnit byta parti, enbart riksdagsgrupp som hon bytte tillbaka. Till skillnad från de andra som ursprungligen hade anslutit sig till den nya riksdagsgruppen, lyckades Elomaa med att bli omvald i riksdagsvalet 2019, som sannfinländare. Kaj Turunen hoppade över till Samlingspartiet i april 2018.
Blåa riksdagsgruppen innehade talmansposten i riksdagen fram till februari 2018. Den tidigare talmannen Maria Lohela hoppade av till Rörelse Nu i januari 2019.

## Medlemmar
| Namn                  | Hemkommun   | Valkrets          | Riksdagsledamot                             | I blåa regeringsgruppen 2017–2019    |
| --------------------- | ----------- | ----------------- | ------------------------------------------- | ------------------------------------ |
| Timo Soini            | Esbo        | Nyland            | 2017–2019 (Sannf 2003–2009, 2011–2017)      | Utrikesminister                      |
| Jari Lindström        | Kouvola     | Sydöstra Finland  | 2017–2019 (Sannf 2011–2017)                 | Arbetsminister                       |
| Jussi Niinistö        | Helsingfors | Nyland            | 2017–2019 (Sannf 2011–2017)                 | Försvarsminister                     |
| Pirkko Mattila        | Muhos       | Uleåborg          | 2017–2019 (Sannf 2011–2017)                 | Social- och hälsovårdsminister       |
| Sampo Terho           | Helsingfors | Helsingfors       | 2017–2019 (Sannf 2015–2017)                 | Europa-, kultur- och idrottsminister |
| Maria Lohela          | Åbo         | Egentliga Finland | 2017–2019 (Sannf 2011–2017, Liike Nyt 2019) |                                      |
| Kike Elomaa           | Masko       | Egentliga Finland | 2017 (Sannf 2011–2017, 2017–)               |                                      |
| Hanna Mäntylä         | Torneå      | Lappland          | 2017 (Sannf 2011–2017, avgick 2017)         |                                      |
| Matti Torvinen        | Rovaniemi   | Lappland          | 2017–2019 (ersatte Mäntylä)                 |                                      |
| Kaj Turunen           | Nyslott     | Sydöstra Finland  | 2017–2018 (Sannf 2011–2017, Saml 2018–2019) |                                      |
| Pentti Oinonen        | Kontiolax   | Savolax-Karelen   | 2017–2019 (Sannf 2007–2017)                 |                                      |
| Lea Mäkipää           | Kihniö      | Birkaland         | 2017–2019 (FLP 1983–1995, Sannf 2011–2017)  |                                      |
| Martti Mölsä          | Pungalaitio | Birkaland         | 2017–2019 (Sannf 2011–2017)                 |                                      |
| Kimmo Kivelä          | Kuopio      | Savolax-Karelen   | 2017–2019 (Sannf 2011–2017)                 |                                      |
| Reijo Hongisto        | Vindala     | Vasa              | 2017–2019 (Sannf 2011–2017)                 |                                      |
| Anne Louhelainen      | Hollola     | Tavastland        | 2017– 2019(Sannf 2011–2017)                 |                                      |
| Ari Jalonen           | Björneborg  | Satakunta         | 2017–2019 (Sannf 2011–2017)                 |                                      |
| Vesa-Matti Saarakkala | Kurikka     | Vasa              | 2017–2019 (Sannf 2011–2017)                 |                                      |
| Kari Kulmala          | Bräkylä     | Savolax-Karelen   | 2017–2019 (Sannf 2015–2017)                 |                                      |
| Simon Elo             | Esbo        | Nyland            | 2017–2019 (Sannf 2015–2017)                 |                                      |
| Tiina Elovaara        | Tammerfors  | Birkaland         | 2017–2019 (Sannf 2015–2017)                 |                                      |